# Colocnema erythrosticta
Colocnema erythrosticta är en stekelart som först beskrevs av Johann Ludwig Christian Gravenhorst 1829.  Colocnema erythrosticta ingår i släktet Colocnema och familjen brokparasitsteklar. Inga underarter finns listade i Catalogue of Life.